# Preston Bowyer
Preston Bowyer – osada w Anglii, w hrabstwie ceremonialnym Somerset, w dystrykcie (unitary authority) Somerset, w civil parish Milverton. Leży 10 km od miasta Taunton. Preston jest wspomniana w Domesday Book (1086) jako Prestetone/Prestetune/Prestitone.